# Inapa
A Inapa (Indústria Nacional de Papeis, SARL) foi constituída em 24 de Novembro de 1965 como produtora de papel de impressão, tendo sido a primeira fábrica portuguesa de papel em grande escala. Rapidamente alargou a sua actividade à distribuição e no final da década de 1990, alienou a sua área industrial, concentrando-se na distribuição de papel de escrita e impressão.
De seguida começou o seu processo de internacionalização a outros países europeus e posteriormente, a Inapa alargou a sua actividade a duas novas áreas de negócio, a embalagem e a comunicação visual.
Em Julho de 2024, em comunicado ao mercado, a Inapa anunciou que vai declarar insolvência "nos próximos dias", depois depois do Estado, que detém 45% do capital, ter chumbado um pedido de injeção de capital de 12 milhões.
Os membros do conselho de administração e da comissão executiva demitiram-se e a CMVM suspendeu a negociação das ações da empresa.

## Fundadores
Em 24 de Novembro de 1965 foi constituída a Inapa, através dos seus fundadores: Joaquim Pedro Rasteiro, Vasco de Quevedo Pessanha, Eduardo Rodrigues de Carvalho, Eduardo Furtado, Carlos Marques de Sousa, Vasco Luís de Castro, António Brandão Veludo, Mário de Oliveira, Justino Pereira da Cruz, Álvaro Braga da Cruz, Fernando Cruz e Socel SARL, Sociedade Industrial de Celuloses.

## Datas importantes
- 1978 – Aquisição de J. Gaspar Carreira (distribuidora e fabricante português de papel de envelope)
- 1980 – As acções da Inapa são cotadas na Bolsa de Valores de Lisboa
- 1987 – O Grupo é reestruturado, transformando a Inapa numa holding

– Criação da Edições Inapa (Portugal)
- 1988 – Investimentos na Papelaria Fernandes (Portugal)
- 1989 – Aquisição de Sacopel (Portugal)
- 1991 – Criação da empresa S.D.P. (Portugal)
- 1992 – Expansão do negócio da distribuição de papel, contando com 10 armazéns e empresas de distribuição, dos quais 5 em Portugal Continental, 2 nos Açores, dois em Espanha e 1 em Inglaterra
- 1998 – Aquisição do Grupo Mafipa (França, Bélgica, Luxemburgo, Suíça) em Junho

– Aquisição de da Tavistock Paper Sales (Inglaterra)
– Robotização do armazém principal (Sintra / Portugal).
- 1999 – Constituição da IDISA (Espanha)

– Aquisição de Decart Lucchetti (Itália)
- 2000 – Inicio das obras no novo Centro de Logística de Madrid

– Papéis Inapa é vendida a Papercel/Portucel (25 de fevereiro), concentrando-se a Inapa na distribuição de papel
–  Aquisição de Papier Union, o terceiro maior distribuidor alemão (passando a contar com operações em 10 países)
– Aquisição da Buropapier (Bélgica)
- 2001 – Lançamento da primeira marca própria INAPA-TECNO
- 2002 – Início da actividade do novo centro de logística IDISA, em Leganés (Madrid)
- 2004 – Aquisição da Baumgartner – Distribuidor Suíço
- 2005 – Aquisição de Olímpia – Distribuidor Belga
- 2006 – Aquisição de HTL - GmbH Verpackung e da Hennessen GmbH & Potthoff – empresas de embalagem na Alemanha

– Aquisição da Logistipack, SAS – empresa de embalagem Francesa
- 2008 – Aquisição de Complott Arte Vertrieb, GmbH – empresa de comunicação visual na Alemanha
- 2009 – Início da Inapa Angola - Distribuição de Papel, SA
- 2010 – Aquisição do negócio da Burgo em Espanha, passando a ser o terceiro maior distribuidor de papel
- 2011 – Alienação da Tavistock Paper Sales
- 2013 – INAPA compra 100% do capital da empresa turca Korda [3]

## Áreas de negócio
Papel: O principal negócio da Inapa continua a ser a venda e distribuição de papel, destinado à indústria gráfica, editores, empresas e escritórios. A Inapa apresenta uma quota de mercado próxima dos 50% em Portugal, com vendas anuais de cerca de um milhão de toneladas. Em Espanha, após a aquisição da EBIX, tornou-se no terceiro principal operador no mercado, com quota superior a 20%. O mercado francês, onde ocupa o segundo lugar, e o alemão, onde está em terceiro lugar, representam 76% do negócio total do Grupo nesta área de negócio.
Comunicação visual: O grupo entrou nesta área de negócio em 2007, através da sua empresa alemã Complott Papier Union, acompanhando assim a evolução de alguns dos seus clientes. Esta área tem vindo a apresentar um desempenho francamente positivo,sendo a Complott o quarto maior player do mercado.
Embalagem: Dentro dos negócios complementares, a embalagem é o que maior peso tem actualmente no volume de negócios do Grupo. A distribuição de soluções e materiais de embalagem é efectuada por quatro empresas: as alemãs HTL Verpackung e a Henessen, a francesa Carton Service, e a Inapa Portugal que, em 2010, passou a fazer distribuição de materiais de embalagem ao sector não gráfico.

## Mercados
Alemanha: A Inapa Alemanha é a subholding que congrega os negócios da Inapa da distribuição de papel, materiais de embalagem e comunicação visual naquele país. O mercado Alemão representa aproximadamente 50% das vendas do Grupo.
França: A Inapa France tem 280 colaboradores divididos por duas agências no Norte do país e cinco a Sul de Paris. Actua nos negócios do papel e embalagem. O mercado Francês representa mais de 20% das receitas do Grupo.
Espanha: A Inapa está presente em Espanha desde 1984, sendo já um distribuidor de papel de referência naquele mercado através de 9 delegações regionais que asseguram a cobertura nacional. A Inapa Espanha conta com um armazém central em Leganés (Madrid), armazéns regionais em Barcelona, Bilbao e Valência e uma plataforma logística na Galiza. A oferta alargada de papéis gráficos e de escritório foi complementada com a distribuição de consumíveis gráficos. Em 2011, o grupo adquiriu o negócio de distribuição de papel do Grupo Burgos, sob a marca Ebix, o que permitiu à Inapa passar de quinto para terceiro maior player no mercado espanhol, duplicando a sua quota de mercado, acima dos 20%.
Portugal: Líder de mercado no país, a Inapa Portugal tem cerca de 50% de quota no mercado de distribuição de papéis de impressão e escrita, destinados ao mercado gráfico e editorial e ao mercado office. Dispõe de um centro logístico automatizado em Sintra, que assegura a distribuição de papel em todo o País, e também um armazém no Porto que serve de apoio à região Norte.
De forma a desenvolver ainda mais o seu negócio, em 2010, a Inapa Portugal passou a oferecer produtos e soluções de embalagem fora do segmento não gráfico. Para que tal fosse possível, realizou diversos investimentos. Constituiu uma estrutura comercial própria, construiu um showroom dedicado e alargou o seu portfolio de produtos, passando a oferecer aos seus clientes soluções globais para as suas necessidades de embalagem.
Suiça: A operar em todos os cantões a Inapa Suíça concentra a sua actividade na distribuição de papéis revestidos e não revestidos, especialidades, cartão e papéis de embalagem, ao segmento gráfico e de escritórios. Neste mercado o Grupo opera através da Inapa Suíça, e é um dos líderes na distribuição de papel com uma quota de mercado de cerca de 7%.
Bélgica: A Inapa Bélgica concentra a sua actividade operacional na distribuição de papéis e consumíveis de escritório e ocupa uma posição de liderança do mercado.
Luxemburgo: A Inapa Luxemburgo detém uma forte posição no mercado luxemburguês, estando concentrada no segmento de papéis e consumíveis de escritório
Angola: A Inapa foi a primeira empresa do sector a operar neste mercado emergente como uma das economias com melhores perspectivas de crescimento a nível mundial. Como primeiro distribuidor de papel com estabelecimento estável em Luanda, a Inapa Angola oferece aos seus clientes a constância do fornecimento, a par da assistência técnica e conselho especializado na melhor utilização do papel. Através do seu stock permanente disponibiliza uma gama completa de papéis e consumíveis gráficos e uma variedade de papéis de escritório.
Turquia: Turquia é o mais recente investimento do Grupo fora da Europa. Inapa adquiriu em Setembro de 2013 100% do capital social da Korab, empresa turca, como parte do plano estratégico 2013-2015. A Korda, sediada em Istambul, é lider do sector e atingiu no final de 2012, um volume de negócios acima dos 72 milhões de liras turcas (26.53M € (22 Outubro 2013)).  A aquisição é justificada pelos investidores pelo potencial de consumo de papel que a Turquia apresenta, por comparação com os mercados europeus. Na Turquia o consumo per capita de papel é de cerca de 96 quilos, em comparação com cerca de 178 quilos na Europa.

## Acionistas
| Proporção | Acionista                                    |
| --------- | -------------------------------------------- |
| 44,885%   | Parpública SGPS, SA - Participações Públicas |
| 28,88%    | Millennium BCP                               |
| 6,55%     | Novo Banco, SA                               |
| 5,57%     | Nova Expressão SGPS, SA                      |